# Predator (videogioco)
Predator è un videogioco d'azione pubblicato dalla Activision per vari home computer: nel 1987 per Amstrad CPC, Commodore 64 e ZX Spectrum, nel 1988 per Acorn Electron, Atari ST e BBC Micro e nel 1989 per Amiga.
Il gioco è ispirato al film del 1987 Predator, del quale riprende abbastanza fedelmente la trama.
Un altro Predator per Nintendo Entertainment System e MSX, con sottotitolo Predator: Soon the Hunt Will Begin, è uscito nel 1988, ma si tratta di un videogioco a piattaforme completamente diverso.

## Modalità di gioco
Il giocatore controlla il maggiore Alan Schaefer che deve attraversare una giungla a scorrimento orizzontale parallattico con visuale 2.5D. Ha la capacità di correre orizzontalmente e diagonalmente, saltare, accovacciarsi, sparare e lanciare granate a due distanze.
Le munizioni sono limitate ma è possibile raccogliere le armi dei compagni morti che si incontrano sul cammino. Si possono inoltre effettuare mosse di combattimento a mani nude.
Quando lo schermo cambia colore e appare un mirino alieno, ciò significa che si è cacciati dal Predator e l'unica cosa da fare è fuggire fino al termine della minaccia.
Ci sono quattro livelli: i primi due sono principalmente degli sparatutto dove si affrontano guerriglieri umani, mentre i due successivi, che rappresentano la lotta finale contro l'alieno, si concentrano sul combattimento corpo a corpo e sulla soluzione di enigmi.
Per Commodore 64 sono uscite due versioni del gioco, quella statunitense in particolare è più lenta e aggiunge degli oggetti che possono essere trovati e utilizzati, visibili in un inventario al posto del logo "Predator".